# Hrabstwo Hancock (Missisipi)
Hrabstwo Hancock (ang. Hancock County) – hrabstwo w stanie Missisipi w Stanach Zjednoczonych. Obszar całkowity hrabstwa obejmuje powierzchnię 552,53 mil² (1431,05 km²). Według szacunków United States Census Bureau w roku 2009 miało 40 962 mieszkańców.
Hrabstwo powstało w 1812 roku.

## Miejscowości
- Bay Saint Louis
- Waveland

## CDP
- Diamondhead
- Kiln
- Pearlington[4]

| Populacja hrabstwa w poprzednich latach | Populacja hrabstwa w poprzednich latach |
| Rok                                     | Liczba ludności                         |
| --------------------------------------- | --------------------------------------- |
| 1980                                    | 24 625                                  |
| 1990                                    | 31 760                                  |
| 2000                                    | 42 967                                  |
| 2005                                    | 46 711                                  |